# 新北市新莊區民安國民小學
新北市立民安國民小學，簡稱民安國小，位於台灣新北市新莊區西盛，為新莊地區知名國民小學之一，1988年間曾有180餘班，9千多名學生之規模。

## 校史
- 1919年（日大正8年），4月1日設立興直公學校西盛分教場。
- 1921年（日大正10年），4月更名為新莊第一公學校西盛分教場。
- 1932年（日昭和7年），4月更名為新莊公學校西盛分教場。
- 1941年（日昭和16年），4月更名為新莊東國民學校西盛分校。
- 1945年（民國34年），11月更名為新莊國民學校西盛分校。
- 1946年（民國35年），獨立為西盛國民學校。一學年改為二學期制。
- 1950年（民國39年），現址設西盛國民學校民安分校，西盛國民學校遷址至現國泰國小。
- 1961年（民國50年），獨立為民安國民學校。
- 1968年（民國57年），實施九年國民義務教育，改名為「民安國民小學」。
- 1983年（民國72年），設立夜間補校。
- 1989年（民國78年），學區調整，撥部分學生至光華國小。
- 1991年（民國80年），設立資源班，學區調整，撥部分學生至裕民國小。
- 1997年（民國86年），設立幼稚園。
- 2010年（民國99年），12月因臺北縣升格為新北市而更名為「新北市新莊區民安國民小學」。
- 2011年（民國100年），民安國民小學改制50周年校慶。
- 2018年（民國107年），7月拆除群育樓、忠孝樓。
- 2018年（民國107年），10月9日舉行校舍整建動土奠基典禮。
- 2019年（民國108年），5月4日舉行民安國小創校100周年校慶 (百年民安 璀璨新生)。
- 2020年（民國109年），6月新建教學大樓、體育館完工落成。
- 2020年（民國109年），12月共構地下停車場啟用。

、地下室共構停車場

## 交通資訊
捷運
以下捷運站可轉乘以下公車到民安國小
```
       捷運迴龍站:859、藍37
       捷運丹鳳站:藍2、802、802區、858(回程停靠)、663、799
       捷運輔大站:99、235、618、639、663、799、800、802、802區、842、845、859
       捷運新埔站:99、802、802區、842、845
       捷運亞東醫院站:99、藍37
       捷運府中站:99、藍37
       捷運板橋站:99、藍37(新北板橋公車站)
       捷運西門站(西門市場):235、663、799
       捷運泰山貴和站:858
```

台鐵
以下火車站可轉乘以下公車到民安國小
```
       台鐵板橋車站:99、藍37(板橋公車站)
       台鐵樹林車站:639、802、858、859、800
       台鐵南樹林車站:802
       台鐵山佳車站:802
```

高鐵
以下高鐵站可轉乘以下公車到民安國小
```
       高鐵板橋站:藍37(在板橋公車站下)
```

公車
以下公車可到達民安國小
```
   民安國小站:99、663、800
   民安陸橋站:99、235、618、639、799、802、802區、842、845、859、藍37
```

## 校隊
- 棒球隊
- 手球隊
- 壘球隊
- 網球隊
- 桌球隊
- 田徑隊
- 管樂團
- 合唱團

## 建築
- 忠孝樓：1964年(一、二樓)；1982年7月23號(三、四樓)。2018年7月拆除改建。
- 仁愛樓：1980年5月2號落成。
- 信義樓：1982年7月14號落成。
- 和平樓：1982年7月4號落成。
- 群育樓：1985年8月30號落成。2018年拆除。
- 至善樓：1991年4月20號落成。
- 新建教學大樓(仍名忠孝樓)：2020年5月竣工。
- 能強館：2020年6月22日竣工。
- 共構地下停車場：2020年12月啟用。

## 歷任校長
|                | 歷任校長          | 起訖時間              |
| -------------- | ----------------- | --------------------- |
| 改制後首任校長 | 陳惠民 先生       | 1961年月至1966年月    |
| 第二任校長     | 王守元 先生       | 1966年月至1972年月    |
| 第三任校長     | 楊元蒼 先生(代理) | 1972年月至1972年月    |
| 第四任校長     | 王業平 先生       | 1972年月至1976年月    |
| 第五任校長     | 簡而文 先生       | 1976年月至1980年月    |
| 第六任校長     | 洪志國 先生       | 1980年月至1990年月    |
| 第七任校長     | 楊奕清 先生       | 1990年月至1995年月    |
| 第八任校長     | 戴國星 先生(代理) | 1995年月至1995年月    |
| 第九任校長     | 李漢敦 先生       | 1995年8月至2000年7月  |
| 第十任校長     | 王錦明 先生       | 2000年8月至2008年7月  |
| 第十一任校長   | 廖文彬 先生       | 2008年8月至2011年12月 |
| 第十二任校長   | 梁榮富 先生       | 2012年8月2020年7月    |
| 第十三任校長   | 王健旺 先生       | 2020年8月至今         |

## 外部連結
新北市新莊區民安國民小學